# ブレーメン福音主義教会
ブレーメン福音主義教会（ドイツ語:  Bremische Evangelische Kirche ）(BEK)はドイツ福音主義教会 (EKD)に加盟する20の福音主義州教会の一つである。他の州教会と同様に、ブレーメン福音主義教会 (BEK)も公法上の社団である。ブレーメン都市州を構成するブレーメンとブレーマーハーフェンにある教会共同体が自由意志で集まった州教会である。教会組織とその運営において、ドイツ国内にある他の州教会と比べると、ブレーメン福音主義教会 (BEK)に属する教会共同体の独立性は際立っている。この州教会本部はブレーメンに置かれている。
この州教会には153.584人の教会員 (全住民における教会員比率26,0 %)と52の教会共同体を擁し、2つの社会奉仕活動施設も有している。ブレーメン福音主義教会 (BEK)はルター派と改革派教会による合同教会であり、福音主義合同教会 (UEK)に加盟している。加えて、改革派連盟(ドイツ国内の改革派教会組織)の設立時からのメンバーでもある。

## 州教会管轄地域
ブレーメン福音主義教会 (BEK)の管轄地域はブレーメン市である。管轄外であるが、ブレーマーハーフェンにあるシュミット市長記念教会はブレーメン福音主義教会 (BEK)に属している。行政上はブレーメン州に属しているブレーマーハーフェンにある他の教会共同体はハノーファー福音ルター派州教会、あるいはニーダーザクセン州 レーアに本部を置いている福音主義改革派教会に属している。ブレーメン＝ノルト（ブレーメン北管理区）にあるレクム教会共同体も福音主義改革派教会に属している。

## ブレーメン福音主義教会の特徴
1860年の市による通達によって、ブレーメンの福音主義教会 (BEK)に属する市民たちは、居住地に関係なく地域の教会共同体を選択して加入することになった。これによって、誕生、幼児洗礼時に所属教会が決まる形態から、個人の自由意志で教会共同体の所属を決めることになった。自由意思による個人の教会共同体の所属決定は、ブレーメン福音主義教会 (BEK)において個人主義的傾向を強めることになった。
少しばかりの熱意があるならば、教会共同体からの自由意思による離脱は容易である。教会離脱の申込用紙を購入し、必要事項を記載するだけで教会共同体からの離脱は完了する。
ブレーメン福音主義教会 (BEK)は独特な組織構造を有している。この都市州の福音主義教会は公法人上の社団として独立した法人である多数の教会共同体から構成されている。それぞれの教会共同体において、独自の教会共同体規則、信仰告白、礼拝式文を制定することが許容されており、それが全体教会と異なった規則や職務であっても容認される。加えて、ブレーメンにあるすべての福音主義教会共同体は独立した教会としての地位を認められている。厳格なルター派信仰を保持している17の教会共同体がブレーメン福音主義教会 (BEK)にあり、それらの教会共同体はルター派教会連盟として結びついている。これらのルター派教会共同体は連盟規約を制定し、ハノーファー福音ルター派州教会の共同体規則も受け入れ信仰を告白している。
加えて、ブレーメン福音主義教会 (BEK)の特徴として、州教会のトップである州教会総会議長(プレゼス)マリア・エスファンディアリが牧師ではなく、信徒であることである。ブレーメン州教会の特徴として、教会のトップは常に信徒であり、牧師のトップであるベルント・クシュナウスは州教会議長として神学関連問題をサポートする。

## ブレーメン福音主義教会における信仰告白
2024年5月15日に制定された州教会規則第１部第１条3項において、古代キリスト教会、ルター派、改革派教会の信仰告白は等しく、同じ権威のあるものとしてブレーメン福音主義教会で認められている。これらの信仰告白の中で、使徒信条、ニケア信条、アウグスブルク信仰告白、ハイデルベルク信仰問答、マルティン・ルター博士による小教理問答、バルメン宣言が重視されている。

## 歴史

### ブレーメン
1522年11月9日、ブレーメンの聖アンスガリ教会礼拝堂で、ハインリヒ・フォン・ズトフェンによる最初の宗教改革的説教がおこなわれた。この時から、ハンザ同盟都市ブレーメンは数百年間福音主義側の都市として存在し続けた。1534年、宗教改革者ヨハン・ティーマンによって教会規則が制定され、マルティン・ルターの了承も得た。その後、ルター派内で正統派とメランヒトンの支持者たちとの間で神学論争が勃発した。1561年、ブレーメン大聖堂の説教者アルベルト・ハルデンベルクが追放された。その後、77年間大聖堂では礼拝がおこなわれなかった。ブレーメン大聖堂は政治的にはブレーメン大司教領に属しており、ブレーメン市に含まれていなかった。1581年、改革派教会神学者クリストフ・ペツェルによって、ブレーメンはジュネーブ宗教改革に結びつけられた。1595年、ブレーメンはドイツ改革派教会様式による新しい教会規則 (ブレーメン・一致信条)を制定した。
1600年頃、ブレーメンで「ハイデルベルク信仰問答」が導入された。1638年、ブレーメン大聖堂は大聖堂周辺地区の支配権を領有するデンマーク王フレデリク3世によって、ルター派の信仰告白を再び導入した。ブレーメン中心部への人口流入の結果、ルター派のブレーメン大聖堂の力は増した。1651年以降、大聖堂はスウェーデン王国支配下になった。1720年、ブレーメンとフェルデン（ブレミッシュ＝フェルデン）がスウェーデン王国からハノーファー王国に割譲された。大聖堂以外のブレーメンの複数の教会共同体もルター派になった。1803年の帝国代表者会議主要決議を理由として、ブレーメン大聖堂はブレーメン市管轄下になった。しかしながら、この移管措置によっても、大聖堂共同体のルター派信仰は変わらなかった。1830年、共同体は新しい教会規則を制定し、最終的にはブレーメン市によって承認された。
現在のブレーメン大聖堂は市民から聖ペトリ大聖堂と呼ばれ、独自の教会規則を持ち、ルター派信仰を維持している。
1840年から1844/45年まで、神学的合理主義者である牧師たちと保守的改革派牧師たちの間で対立が生じた。その間、オーソドックスな神学を持つ保守派が多数を占めた。しかしながら、ブレーメン市参事会によって、教会における自由主義が明確な形で認められてしまった。1845年以降、改革派信仰が次第に弱まっていった。一部の教会共同体ではルター派牧師が招聘された。自由主義神学の影響を受けて、ルター派でも改革派教会でもない、新たな合同派 福音主義教会共同体も設立された。
1873年、ブレーメンで両教派合同讃美歌集が導入された。その時、教会共同体における深刻な対立を調停するために、ルター派と改革派を併存する形態の合同教会共同体も設立された。これ以降、1920年まで福音主義教会はブレーメン市参事会の管理下に置かれ、市参事会が教会の代表として存在した。
1934年、ドイツ的キリスト者によって支持されたルートヴィヒ・ミューラー全国監督は、NSDAP党員でもあったブレーメン大聖堂牧師のハインツ・ヴァイデマンをブレーメン州教会の監督として任命した。
ブレーメン福音主義教会 (BEK) の改革派的伝統に基づき、今日までドイツ改革派連盟に代表を派遣している。
地域の公立学校における宗教の授業に関与できるように、ブレーメン福音主義教会は働きかけたが不首尾に終わった。1965年、ハンザ同盟都市ブレーメン裁判所は学校での聖書科授業は教会的信仰とは結びつかないものという判決を下した。キリスト教の普遍的原則がプロテスタント的キリスト教の原理・原則と同じ意味ではないと見なされたからであった。

### ブレーマーハーフェン
1827年、ブレーメン市は約60㎞北方にある城塞都市カールスブルクの土地と干潟をハノーファー王国から購入し、ブレーマーハーフェンと命名した。人口流入によって、ルター派も改革派教会の教会員たちが住むようになったので、合同教会として１つの教会共同体が設立された。この合同教会はブレーメン福音主義教会に属する形で今でも存続している。

## 州教会の運営と指導
帝国自由都市としてブレーメンは神聖ローマ帝国皇帝直属であった歴史を持ち、今日まで連邦州の１つとして存続してため、１つの州教会として独立している。ブレーメンにある教会共同体では元々、数の上でも改革派教会が優勢であり、今日でも信仰や良心、神学問題においても独立自治を貫いている。したがって、この州教会は改革派的職務理解によって、設立されている。ブレーメン州教会には他の州教会のような監督が存在していない理由は、ここから来ている。他の州教会における最高議決機関である州教会総会という呼称を、ブレーメン州教会は使用せずに最高議決機関にはキルヘンタークという名称を採用している。常置される運営委員会においても議長、副議長、会計担当は信徒が就任しており、信徒である議長が州教会を代表している。キルヘンタークのトップである信徒の議長が州教会運営員会議長を兼ねている。牧師はあくまでも教会共同体の牧会者であり、運営委員会の書記として、ブレーメン州教会の副代表として存在している。
州教会運営委員会議長、財政担当委員は無報酬で職務に従事している。運営委員会書記は州教会における牧師のトップであり、運営委員会の広報も担う。牧師のトップである運営委員会書記であっても、監督、プレゼス、議長と呼ばれる他の州教会トップとは権限に関して明白に違っており、この点がこの州教会の特徴を示している。

### 州教会運営員会議長
- 1920–1932: テオドール・リューアマン、ブレーメン市参事会員
- 1932–1933: ルドルフ・クヴィデ、ブレーメン市議会議長
- 1945–1946:リヒャルト・アーラーズ、弁護士、市議会議員 (CDU)
- 1946–1958: フェルディナント・ドナント、法律家
- 1959–1969: アルノルト・ルーテンベルク、市裁判所長官
- 1969–1976: ハインツ・ヘルマン・ブラウアー、判事
- 1977–1988: エッカルト・ランフト、裁判所長官
- 1989–2001: ハインツ・ヘルマン・ブラウアー、判事
- 2001–2013: ブリギッテ.・ベーメ、判事
- 2013–2025: エッダ・ボッセ, ジャーナリスト

### 州教会総会議長(プレゼス)兼州教会運営員会議長
- 2025–   : マリア・エスファンディアリ

### 州教会運営員会書記
- 2007–2019: レンケ・ブラームス、ベルント・クシュナウス
- 2019–2025: ベルント・クシュナウス[8]

### 州教会議長
- 2025–   :ベルント・クシュナウス

## キルヘンターク(州教会総会)
ブレーメン福音主義教会の議会として、キルヘンタークを開催している。キルヘンタークと呼ばれる議会は他の州教会における教会総会とは仕組みが大きく異なっている。ブレーメン福音主義教会に属しているすべての教会共同体はその規模に応じて、キルヘンタークに代議員を派遣している。キルヘンタークは少なくとも、年に１回、通例は２回開催される。すべてのキルヘンターク議員は６年の任期で選ばれる。キルヘンタークは州教会を指導する組織としての州教会運営委員会に入る12人のメンバーを選出する。キルヘンターク議長は州教会運営委員会議長を兼任する。
さらに、キルヘンタークは５つの常設委員会を設けている。財政、企画、法務、教憲、人事の常設委員会が州教会全体の諸課題に取り組んでいる。常設されていない特別委員会の設立も教会規則に想定されており、その規定に則って運営されることになる。

## ブレーメン福音主義教会の運営
教会共同体、各種相談所、付属幼稚園を含めて州教会全体を運営するために、ブレーメン福音主義教会は約２千人を雇用している (2015年現在)。ブレーメン福音主義教会の財政規模は、教会共同体と付属施設に関しては6030万ユーロ、付属幼稚園関連に6300万ユーロになっている (2019年現在)。付属幼稚園は利用者家庭からの納付金5600万ユーロとその他の施設維持に関する公的補助金、および雑収入で運営している。ブレーメン福音主義教会は独自の収益事業によって約700万ユーロを得ている。ブレーメン福音主義教会は教会共同体、付属施設、記念碑保存における活動の大半を教会税によって賄っているが、限定された形であるが少額の公的補助金も受けている。
ブレーメン福音主義教会の運営拠点として、州教会事務局が置かれている。そこには常勤の事務局長が在籍している。他の州教会には地域の教会共同体をまとめた地区や教区に事務局が置かれたが、ブレーメン福音主義教会には教会共同体の上部には教区事務局のような単位は存在していない。

### 教会共同体
ブレーメン州にある教会共同体は、ブレーメン福音主義教会のポータルサイトで見ることができる。ブレーマーハーフェンでは、ブレーメン福音主義教会 (BEK)に属している教会共同体はシュミット市長記念教会のみである。行政上はブレーメン州に属しているブレーマーハーフェンにある他の教会共同体はハノーファー福音ルター派州教会、あるいはニーダーザクセン州 レーアに本部を置いている福音主義改革派教会に属している。ブレーメン＝ノルト（ブレーメン北管理区）にあるレクム教会共同体も福音主義改革派教会に属している。ホーエントルス教会共同体は自由教会的神学教育導入による対立によって、1985年に礼拝と奉仕活動を休止になった。2015年5月になって、州教会による調停を受け入れ、ホーエントルス教会共同体は礼拝と奉仕活動を再開している。

#### 加盟一時休止状態の教会共同体
2024年11月末、聖マルティーニ教会共同体 ( 改革派教会 )、アブラハム教会共同体 ( ルター派 )はブレーメン福音主義教会の加盟とそれによる義務を一時休止状態にすると宣告した。2024年5月15日、加盟教会共同体における信仰、良心、教説の自由に関する規定を減じる新たな州教会規則がブレーメン福音主義教会総会によって決定されたからである。1920年に制定されたブレーメン州教会規則では加盟教会共同体が完全離脱に至らなくても、秩序維持と慣行維持を理由とよる州教会加盟留保の可能性も想定されていた。この2つの教会共同体は教会税の受け取りを依然として継続している。 教会堂規定に関する問い合わせも州教会に向けておこなわれている。2人の牧師は職務規定において依然として州教会に属している。この2つの教会共同体はブレーメン福音主義教会新規則においても、完全復帰する可能性も残している。

## 出版物
ブレーメン福音主義教会 (BEK) は日常的に2つの出版物を刊行している。ブレーメン教会新聞 (ブレーマー・キルヘンツァィトゥング)は地元紙に添付することでコストを低減させ、12万部を発行している。活動的教会員と奉仕活動従事者向けには、雑誌『BEK Forum』を1万部出している。

## ブレーメン福音主義教会・インフォメーションセンター
コンサートホール「ディー・グロッケ」と大聖堂を結ぶブレーメン市中心地に、ブレーメン福音主義教会 (BEK)のインフォメーションセンターである『カピテル8』が置かれている。『カピテル8』はブレーメン福音主義教会の宣教活動を担い、市民の相談を受け付けるセンターである。あらゆる来訪者に開かれている施設でもある。様々な質問、相談に対応するために、ブレーメン福音主義教会(BEK)の牧師、活動的信徒が常に待機している。『カピテル8』は番地から命名されている。宗教改革以前にはブレーメン大聖堂の司教座聖堂参事会が入っていたカトリック教会教区施設であった。この建物が今『カピテル8』と呼ばれる施設になり、ブレーメン福音主義教会 (BEK)の催し物や集会を開催する拠点になっている。
『カピテル8』の使命として、牧会や教会加入手続き、州教会に関する専門知識に基づくインフォメーションがおこなわれている。『カピテル8』はブレーメン福音主義教会 (BEK)と州教会全体にある61教会共同体のショーウインドーとして存在している。常駐する牧師とスタッフによる親しみやすい案内がおこなわれている。さらに、キリスト教信仰と生活、キリスト教会と宗教、文化と芸術に関する催し物も開催している。

## 同性カップルへの祝福

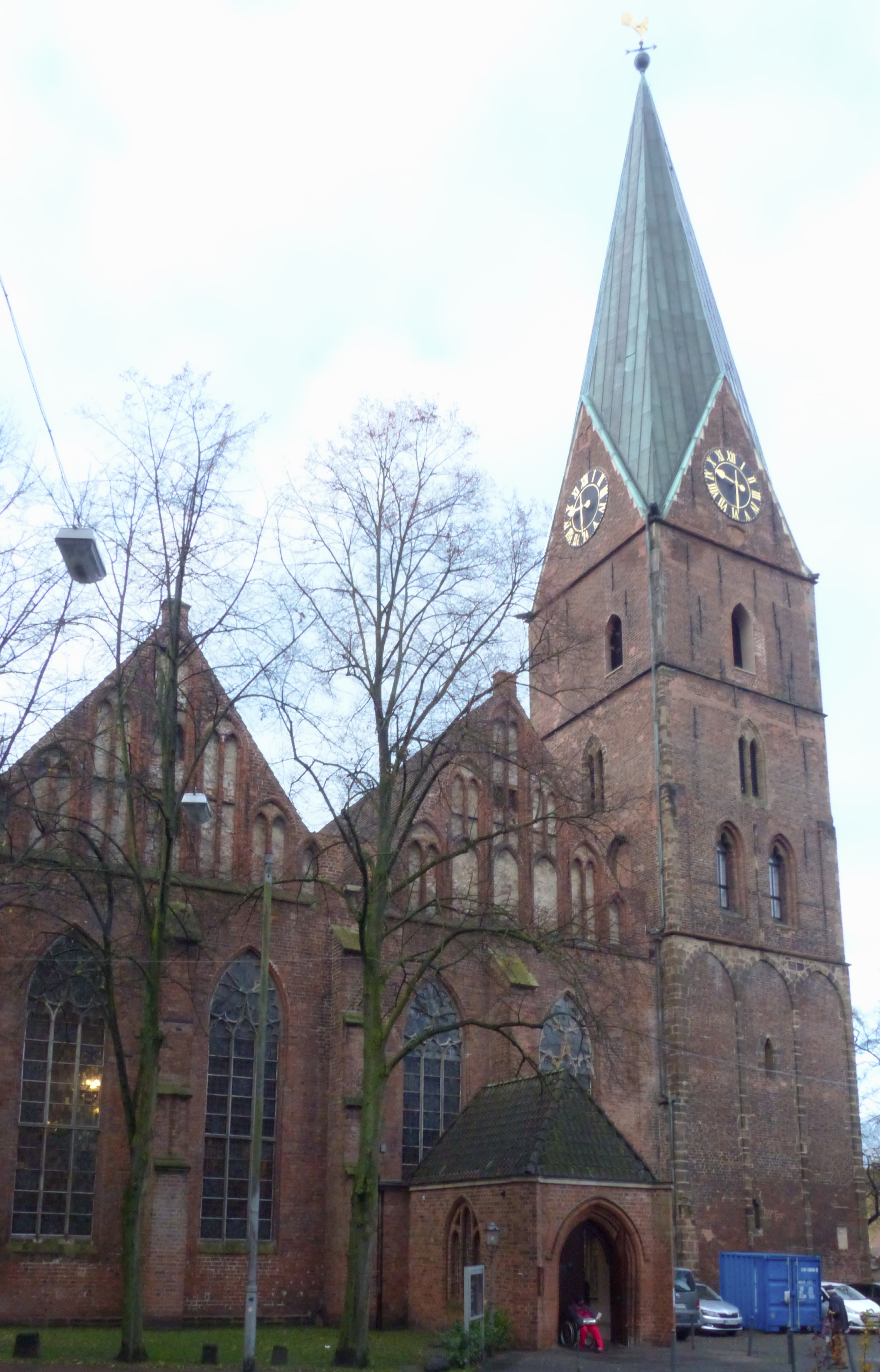
女性牧師任職や同性婚への祝福を拒み続ける聖マルティーニ教会 (改革派)

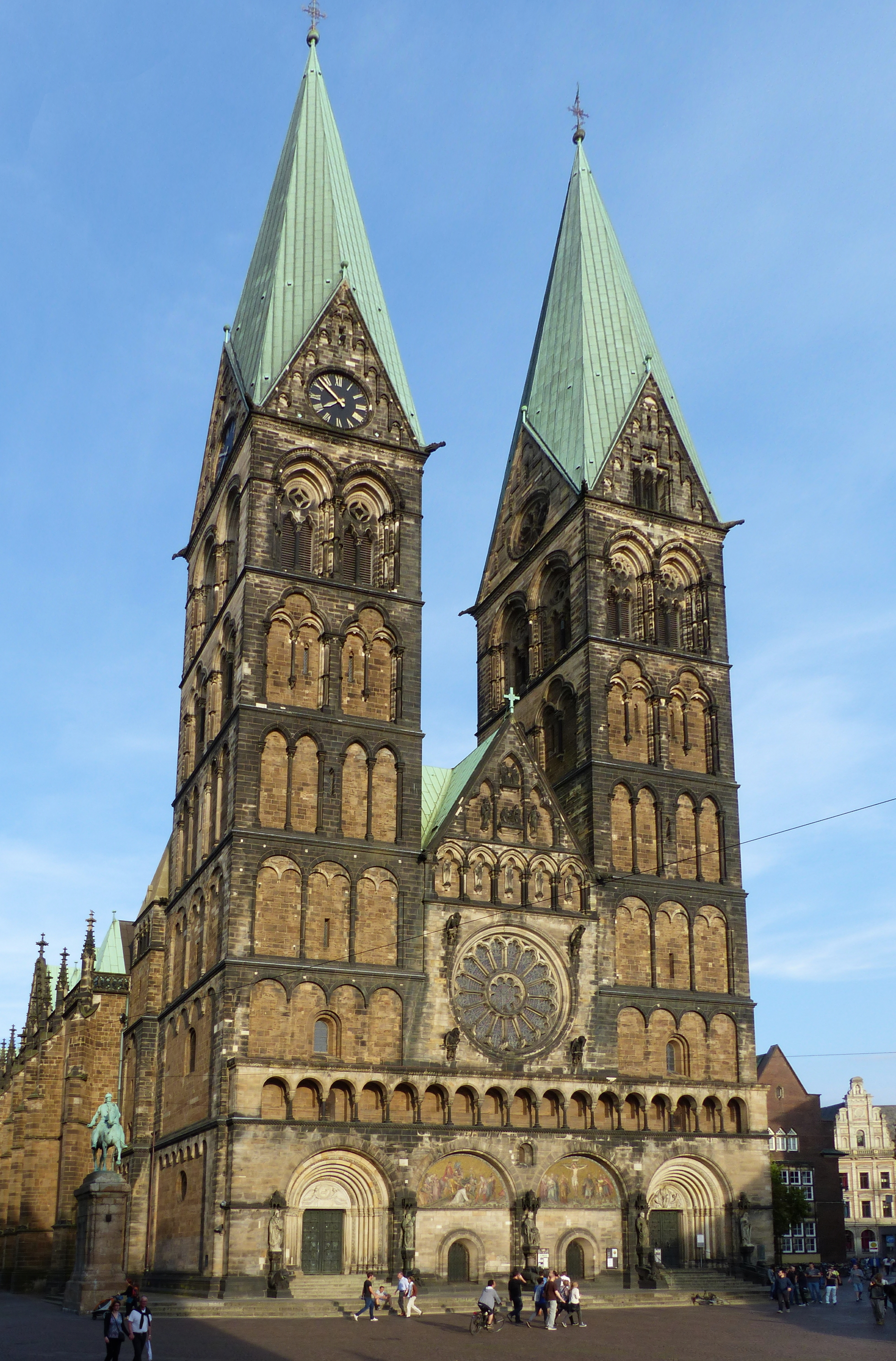
同性婚への祝福に積極的な
ブレーメン大聖堂 (ルター派)

2014年11月、ブレーメン福音主義教会 (BEK)キルヘンターク(州教会総会に相当)は教会運営規則改定し、同性婚への祝福を牧師の職務として記載することを決定した。この改定は州教会の法務委員会と教憲委員会によって追認された。2015年5月に開催されたキルヘンタークにおいて、教会運営規則改定されたことが報告された。同性婚カップルへの祝福に関して、ブレーメン福音主義教会において、同じ見解で統一されてはいなかった。ドイツ福音主義教会 (EKD)内において、ブレーメン福音主義教会(BEK)に属する教会共同体は例外的な強い独立性を有している。そのため、各教会共同体はこの問題に関して独自の判断を下すことが可能である。この問題に関して、各教会共同体は極めて慎重な態度を示していた。
2002年、ドイツ全土でライフ・パートナーシップ法が施行され、同性カップルへの祝福をおこなう教会共同体が出てきた。最終的にはブレーメン福音主義教会 (BEK)の過半数に近い29の教会共同体が同性婚への祝福をおこなっていた。2009年9月以降は同性愛者カップル祝福に関する案内書が発行され、ブレーメン市戸籍役場に隣接するブレーメン福音主義教会インフォメーションセンター『カピテル8』に陳列されるようになった。2017年10月1日、同性婚法が施行され、同性愛者カップルの婚姻届がドイツ全土の戸籍役場で受理されるようになった。これによって、ブレーメン福音主義教会内の委員会は教会規則を現実に合わせることになった。　同性愛者カップルには、パートナーシップ制度によるものではなく、将来を見通した結婚への祝福がおこなわれることになった。ゲイ・キリスト教徒のために活動する組織「クロイツ＋クィア」が発足し、レズビアン・キリスト教徒のための協議会もブレーメン福音主義教会内に結成された。加えて、ルター派のブレーメン大聖堂を含む11の教会共同体 (ルター派3、改革派1、合同派7)は、同性婚を希望する者を積極的に受け入れることを表明している。
この流れに抗する形で、改革派の有力教会で、ハンザ同盟都市ブレーメンの歴史と共に歩んできた聖マルティーニ教会は、同性愛者カップルへの祝福に関して拒む決定を下した。

## ブレーメン福音主義教会礼拝式文
礼拝の概念はギリシャ語の"λατρεία"（ラトリア）に由来し、神による奉仕が語源になる。福音主義教会の礼拝はローマ・カトリック教会のミサとは異なる強調点を持つ。
ブレーメン福音主義教会 は隣接するニーダーザクセン州にあるルター派州教会であるハノーファー福音ルター派州教会、ブラウンシュヴァイク福音ルター派州教会、オルデンブルク福音ルター派教会と共に、讃美歌集を共同編集し発行している。その讃美歌集には主に2つの基本礼拝式文が収録されている。
第1基本式文は 聖餐式を含む伝統的なミサ様式を踏襲しており、第2基本式文は説教礼拝とも呼ばれる式文に聖餐式文を加えた形式になっている。前者はルター派、後者は改革派教会礼拝式文に近いが、ブレーメン州、ニーダーザクセン州にある福音主義教会共同体において、礼拝式文の選択は個別の教会共同体に任されているため、ルター派教会共同体においても第2基本式文を用いて礼拝をおこなうことも可能である。

### ブレーメン福音主義教会聖餐礼拝第1基本式文
【A 礼拝開始と祈り】
- 鐘楼で鐘を鳴らす
- オルガン前奏
- 礼拝開始のことば
- 礼拝開始の讃美歌
- 詩編朗読
- グロリア・パトリ(栄唱) 
父と子と聖霊に栄光あれ、はじめも今も後も、とこしえに。アーメン(歌唱)
- Salutatio サルタチオ (礼拝開始の挨拶) 
司式者/我等の主イエス・キリストと神の愛による慈しみと聖霊による結びつきが汝らすべてにありますように。
会衆/御霊と共にありますように！
- 礼拝開始祈祷・罪の告白
司式者/罪を告白し祈らん。
会衆/全能の神よ。我らを憐れみ給え。神は我らの罪を赦し、永遠の生命を与え給う。我らは主により頼む。我らの罪を赦し、主の愛によって蘇らせ給え。アーメン。
- キリエ(歎願)
司式者/ Kyrie eleison(主よ、憐れみたまえ) 
会衆/主よ、憐れみたまえ
司式者/ Christe eleison(キリストよ、憐れみたまえ)
会衆/キリストよ、憐れみたまえ
司式者/Kyrie eleison(主よ、憐れみたまえ) 
会衆/我らに憐れみを!(歌唱)
- グロリア唱(神に栄光あれ) 
司式者/天には栄光、神にあれ、
会衆/地には平和、御心に適う人にあれ。
会衆/天にいます唯一の神によって、大いなる平安が与えられ、あらゆる争いが取り除かれ恵みに深く感謝せん。我らは主を称え、祝福し、主の大いなる栄光に賛美せん。父なる神は永遠にして、この地を治め、その力は計り知れない。思慮深き主の働きは永遠ゆえに、我らは幸いなり。神のひとり子、イエス・キリストよ。世の罪を取り除く神の子羊、聖なる主よ。我らすべてを憐れみ、苦しみから救い給え。至高なる聖霊よ。悪魔の力から守る至聖なる慰め主よ。責め苦と苛烈なる死からの救うイエス・キリストよ。あらゆる困窮と艱難から我らを守り給え！我らは主を信頼しより頼む。

- 司式者/主が汝らとあらんことを。
会衆/御霊と共にあらんことを！
- 主日の祈祷
司式者/祈祷　会衆/アーメン

【B 宣教と信仰告白】
- 旧約聖書日課　　
司式者/旧約聖書日課朗読
- 讃美歌
- 使徒書聖書日課　　
司式者/使徒書聖書日課朗読
- ハレルヤ唱(受難節にはアーメンのみ)
会衆/ハレルヤ、ハレルヤ、ハレルヤ（歌唱）

- 司式者/福音書聖書日課個所朗読
聖歌隊指導者/主に栄光があるように。
会衆/キリストに誉れがあるように(歌唱)

- 信仰告白
使徒信条もしくはニカイア信条朗読
- 讃美歌
- 説教
- 讃美歌
- 告示(献金目的)
- 席上献金
- 献金感謝祈祷
聖餐式をおこなわない場合、礼拝は【派遣と祝祷】に続くことになる。

【 C 聖餐式】
- 叙唱(序をなす感謝祈祷) 
司式者/主の平安が汝らと共にあらんことを
会衆/御霊も共おられるように(歌唱)
司式者/汝ら、心を高く挙げん
会衆/主に向かい心を高く挙げん。
司式者/主なる神に感謝を捧げよ
会衆/感謝はふさわしく、正しいもの(歌唱)
- サンクトゥス(歌唱)
会衆/聖なる、聖なる、聖なる万軍の主。
主の栄光は天と地に満つ。天にはホーサーナ。
主の御名によって来られる方を讃えよ。天にはホーサーナ。
- 聖餐の祈祷
- 聖餐制定
 司式者/私たちの主イエス・キリストは苦しみを受ける前夜、パンを取り、感謝しこれを裂き、弟子たちに与えて言われました。
「取って食べなさい、これはあなた方のための私のからだである。私の記念のためこれをおこないなさい」
 食事の後、杯を同じ様にして弟子たちに言われました。
「取って、飲みなさい。これは罪の赦しのため、あなたがたのために流す私の血における新しい契約である。
私の記念のためこれをおこないなさい」
- 聖餐制定後の応唱
 司式者/信仰の神秘
会衆/主の死を我らが宣べ伝え、主の蘇りを賛美せん、主が栄光に満ちて来られるまで
- 主の祈り
- 平和の祈り
 司式者/主の平和が汝らと共にあるように
会衆/主と共に平和があるように
 司式者/平和のしるしと連帯が共に与えれるように
会衆/言葉と働きにおいて、平和のしるしが現れるように
- 神の子羊(アグヌス・デイ)  
会衆(歌唱)/世の罪を取り除く神の子羊、キリストよ。我らを憐れみ給え。
世の罪を取り除く神の子羊、キリストよ。我らを憐れみ給え。
世の罪を取り除く神の子羊、キリストよ。平和を与え給え。アーメン
- 配餐
イエス・キリストの体であるパン(Hostie-聖餅、ホスチア)とイエス・キリストの血である葡萄酒が陪餐者に祭壇前で与えられる。
- 感謝歌唱
司式者/ 主に感謝せよ、主は慈しみ深い。
会衆/主の恵みは永久に絶えることが無い、ハレルヤ 
司式者/聖餐感謝祈祷
会衆/アーメン。

【 D 派遣と祝祷】
- 代願祈祷/とりなしの祈り (司式者/牧師)
- 主の祈り (聖餐式がなかった場合)
- 説教壇からの告示(消息報告、教会行事報告、案内)
- 派遣の言葉
司式者/牧師/主の平安のうちに行きましょう！
会衆/神に感謝せん、永遠に！
- 祝祷
司式者/牧師/主があなたを祝福し、あなたを守られるように。
主が御顔をあなたに向けて、あなたを照らして、あなたに恵みを与えられるように。
主があなたに御顔を上げられ、平安を賜りますように！
会衆/アーメン
- オルガン後奏

### ブレーメン福音主義教会聖餐礼拝第2基本式文
【A 礼拝開始と祈り】
- 鐘楼で鐘を鳴らす
- オルガン前奏
- 礼拝開始のことば
司式者/父と子と聖霊のみ名によって。
会衆/アーメン
司式者/ 我らの救いは主の御名にあり。
会衆/アーメン
あるいは
- Salutatio サルタチオ (礼拝開始の挨拶) 
司式者/我等の主イエス・キリストと神の愛による慈しみと聖霊による結びつきが汝らすべてにありますように。
会衆/御霊と共にありますように！
- 詩編朗読
- グロリア・パトリ(栄唱) 
父と子と聖霊に栄光あれ、はじめも今も後も、とこしえに。アーメン(歌唱)
- 礼拝開始祈祷

【B 宣教と信仰告白】
- 司式者/聖書日課朗読
- 説教
- 賛美歌、もしくはオルガン演奏、沈黙祈祷
- 罪の告白
司式者/罪を告白し、祈らん。
会衆/全能の神よ。我らを憐れみ給え。神は我らの罪を赦し、永遠の生命を与え給う。我らは主により頼む。我らの罪を赦し、主の愛によって蘇らせ給え。アーメン。
司式者/赦しが与えられる
会衆/アーメン。
- 信仰告白
使徒信条朗読
- 説教壇からの祝福
司式者/恵みと平安が我らの父なる神から、主イエス・キリストから、あなた方にあるように(コリントの信徒への手紙一第1章3節朗読)。
会衆/アーメン。
- 賛美歌

【 C 聖餐式】
- 聖餐制定
 司式者/私たちの主イエス・キリストは苦しみを受ける前夜、パンを取り、感謝しこれを裂き、弟子たちに与えて言われました。
「取って食べなさい、これはあなた方のための私のからだである。私の記念のためこれをおこないなさい」
 食事の後、杯を同じ様にして弟子たちに言われました。
「取って、飲みなさい。これは罪の赦しのため、あなたがたのために流す私の血における新しい契約である。
私の記念のためこれをおこないなさい」
- 聖餐の祈祷
- 主の祈り
- 平和の祈り
 司式者/主の平和が汝らと共にあるように
会衆/主と共に平和があるように
 司式者/平和のしるしと連帯が共に与えれるように
会衆/言葉と働きにおいて、平和のしるしが現れるように
- 配餐
イエス・キリストの体であるパン(Hostie-聖餅、ホスチア)とイエス・キリストの血である葡萄酒が陪餐者に祭壇前で与えられる。
- 感謝歌唱
司式者/ 主に感謝せよ、主は慈しみ深い。
会衆/主の恵みは永久に絶えることが無い、ハレルヤ 
司式者/聖餐感謝祈祷
会衆/アーメン。
- 聖餐感謝の讃美歌

【 D 派遣と祝祷】
- 説教壇からの告示(消息報告、教会行事報告、案内)
- 席上献金
- 代願祈祷/とりなしの祈り (司式者/牧師)
- 主の祈り (聖餐式がなかった場合)
- 派遣の言葉
司式者/牧師/主の平安のうちに行きましょう！
会衆/神に感謝せん、永遠に！
- 祝祷
司式者/牧師/主があなたを祝福し、あなたを守られるように。
主が御顔をあなたに向けて、あなたを照らして、あなたに恵みを与えられるように。
主があなたに御顔を上げられ、平安を賜りますように！
会衆/アーメン
- オルガン後奏

## 讃美歌集
ブレーメン福音主義教会 (BEK)に属している教会共同体は、数世紀の間、以下の讃美歌集を利用してきた。
Die Gemeinden der Bremischen Evangelischen Kirche singen bzw. sangen in den letzten Jahrhunderten vor allem aus folgenden Gesangbüchern:
- Gesangbuch der evangelisch-lutherischen Domgemeine zu Bremen, Bremen, ab 1779
- Neues Bremisches Psalm- und Gesangbuch zur öffentlichen und besonderen Erbauung der Reformirten Stadt- und Landgemeinen, mit Hoch-Obrigkeitlicher Bewilligung, hrsg. von dem Bremischen Ministerio, Bremen, 1767 bzw. mit dem späteren Titel Evangelisches Gesangbuch, hrsg. vom Predigerverein der fünf reformierten Gemeinden im Herzogtum Bremen, Vegesack, ab 1857
- Bremisches Psalm- und Gesangbuch – Neue durch einen Anhang vermehrte Ausgabe, Bremen, 1864
- Christliches Gesangbuch zur Beförderung öffentlicher und häuslicher Andacht, Bremen, 1812
- Gesangbuch zu gemeinschaftlicher und einsamer Andacht, Zunächst für die vereinigte evangelische Gemeine zu Bremerhaven, Bremerhaven, eingeführt im Februar 1857
- Evangelisches Gesangbuch der Bremischen Gemeinden, Bremen, eingeführt im März 1873
- Bremer Gesangbuch, Gütersloh, eingeführt 1917
- Evangelisches Gesangbuch – Einheitsgesangbuch der Evangelisch-lutherischen Landeskirchen in Schleswig-Holstein-Lauenburg, Mecklenburg, Hamburg, Lübeck, Eutin und der Bremischen Evangelischen Kirche, Hamburg, 1949
- Evangelisches Kirchengesangbuch – Ausgabe für die Evangelische Kirche in Bremen, Hamburg, eingeführt im Advent 1950 auf Veranlassung des Kirchenausschusses der Bremischen Evangelischen Kirche
- Evangelisches Gesangbuch – Ausgabe für die Evangelisch-Lutherischen Kirchen in Niedersachsen und für die Bremische Evangelische Kirche, Hannover/Göttingen, eingeführt im Advent 1994 (2023年現在使用中の讃美歌集)